# PC LOAD LETTER

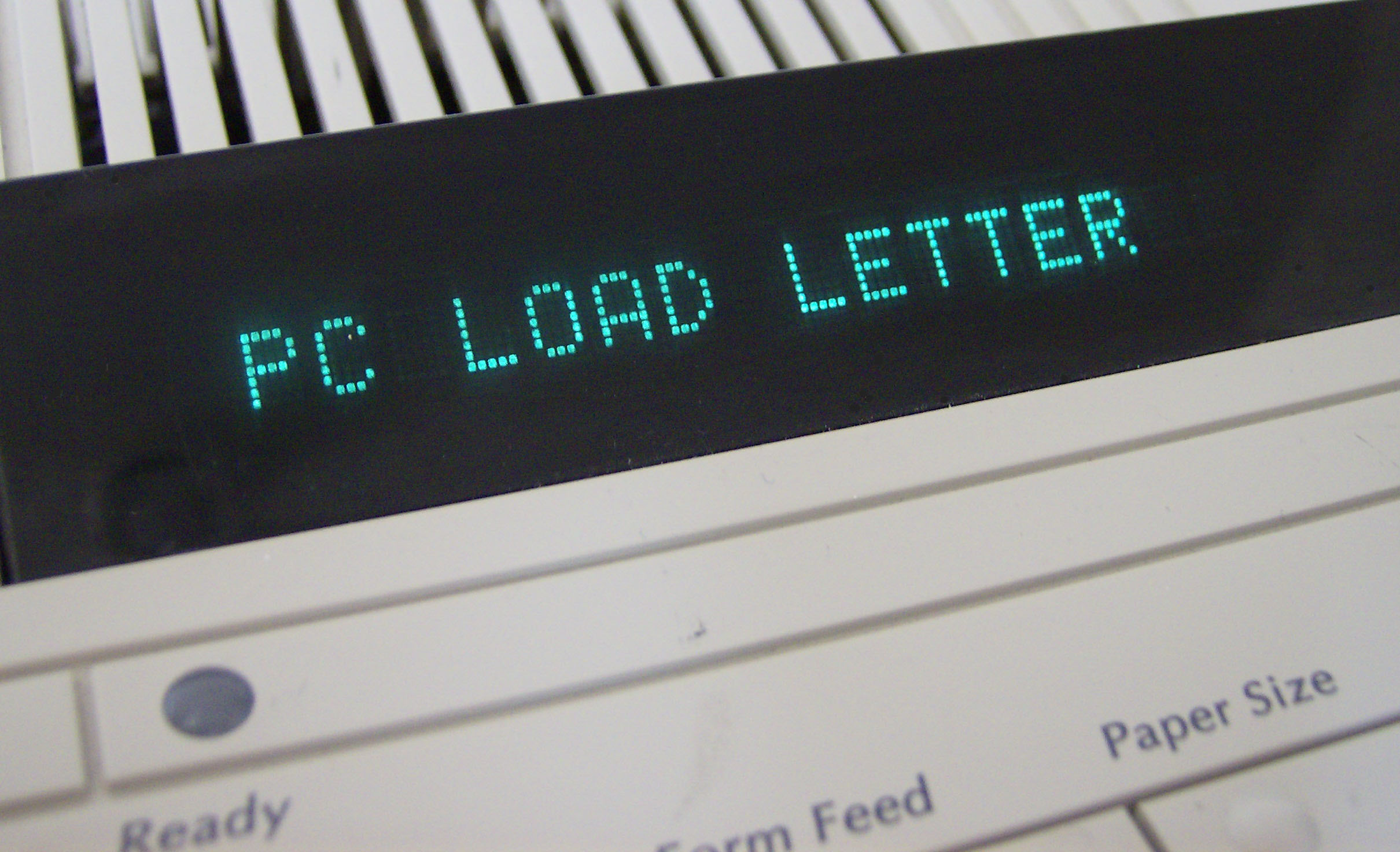
HP LaserJet 4に表示された"PC LOAD LETTER"エラー

PC LOAD LETTER（ピーシー・ロード・レター）は、元来プリンタのエラーメッセージであるが、紛らわしい、不適切なエラーメッセージや苛立たしい機器の不調を意味する語句として一般に広く知れわたるようになったインターネット・ミームである。

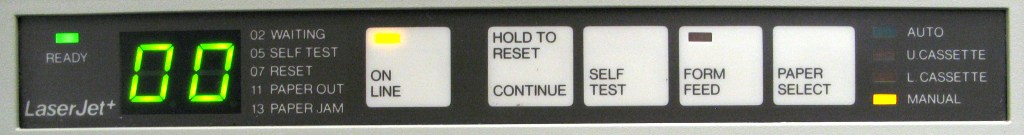
LaserJetの初期のモデルでは、全てのステータスメッセージに2文字の表示が使用されていた。上の画像のプリンタは「00」を表示しており、通常の状態であることを示している。上側のカセットで印刷中の場合、「11」と「UC」が交互に表示される。

LaserJet II、III、HP LaserJet 4シリーズなどの古いHP LaserJetプリンタで印刷すると、「PC LOAD LETTER」というメッセージが表示されることがある。これは、レターサイズの用紙がセットされていないのに、用紙のサイズがレターサイズに設定されている文書を印刷しようとしているときに表示される。
このエラーメッセージは、3つの部分で構成されている。「PC」は「ペーパーカセット」("paper cassette")の略語であり、プリンタが使用する用紙を保持する給紙トレイのことである。このような2文字コードは、初期のLaserJetプリンタから受け継がれたレガシー的な特徴である。初期のプリンタでは、プリンタステータスやエラーメッセージに2文字の表示しか使用できなかった。次の「LOAD」は、「給紙トレイに紙を補充(load)せよ」という指示である。「LETTER」は、アメリカやカナダで標準的に使用される用紙サイズであるレターサイズ（81⁄2×11インチ）を指す。よって、このエラーメッセージは、レターサイズの紙を給紙トレイに補充するようにユーザに指示している。紙のサイズがリーガルサイズ（81⁄2×14インチ）ならば、「PC LOAD LEGAL」と表示される。
このメッセージで人が混乱するのにはいくつかの理由がある。「PC」という言葉は、パーソナルコンピュータの略語として用いられるのが一般的であり、そのため、プリンタではなくコンピュータに問題があるという誤解を招く。「LOAD」という言葉は、ディスクからメモリに電子データを転送する（ロードする）ことも指すので、曖昧である。さらに、「LETTER」という言葉が用紙サイズを指すのはアメリカ・カナダとラテンアメリカ諸国くらいで、国際的にはA4が標準の用紙サイズである。そのため、このメッセージを見たユーザは、（既にプリンタに印刷ジョブが送られているにもかかわらず）文字(letter)をコンピュータ(PC)からプリンタに転送(load)するよう指示されていると勘違いしてしまう。
古いLaserJetプリンタは、文書のページサイズがプリンタにセットされている用紙のサイズと一致しない場合、ページサイズを自動的に変更しない。A4サイズの用紙がセットされている状態でレターサイズの文書を印刷しようとすると、このメッセージが表示される。多くの（アメリカで書かれた）プログラムでは、デフォルトのページサイズとしてレターサイズが設定されているため、アメリカ人以外のユーザがこのエラーメッセージに遭遇することになる。そして、ほとんどのユーザは復旧手順（プリントキューとプリンタバッファを空にする、または、"Shift/Continue"を押下する、それでも駄目な場合はプリンタを再起動する）を知らない。LaserJet 5では、警告メッセージを無効にするための「GO」ボタンが追加された。
このエラーメッセージの曖昧さは、1999年のコメディ映画『リストラ・マン』(Office Space)でネタにされていた。